# Мещица
Мещѝца е село в Западна България. То се намира в община Перник, област Перник. 

## География
Селото се намира на 8 километра северно от град Перник по пътя Перник – Брезник. Разположено в източната част на Брезнишка котловина (Граово), край Мещичка река, приток на Конска река (от поречието на Струма). Намира се на 690 м надморска височина. Климатът е умереноконтинентален. Теренът около него е нагънато-равнинен, без големи възвишения. На около 3 – 4 km източно са западните склонове на Люлин планина и с. Дивотино. Между двете села минава жп линията Перник – Волуяк.

## История
В землището на Мещица, в местността „Татомир“, има следи от сгради и керамика от ранножелязната и късноантичната епоха. Намерени са оброчна плочка на богинята Деметра и бронзова статуйка на богинята Атина.
В местността „Селище“ има останки от селище. Предание гласи, че на това място се е намирало селището преди османското иго. Има останки от стара черква, вероятно от Втората българска държава (1186-1396). 
Сведения за селото има в турски регистри от 1728 г. и 1732 г. под имената Мештидже и Мештиче.
През 1919 г. е основана организация на БКП. През същата година е проведена протестна акция срещу Ньойския мирен договор.

## Просветна дейност
Първото училище е открито през 1874 г. в частна къща. През 1890 г. е построена училищна сграда в черковния двор, като пръв учител е Спас от с. Слаковци. В селото е имало детска градина, детски ясли, а от 1962 г. основно училище.
Читалище „П. К. Яворов“ е основано от Ч. Юрукова, племенница на Г. Делчев.

## Културни и природни забележителности
Кукерският фестивал, наричан тук „Сурова“, започва вечерта на 13 януари. Част е от празника в Пернишко, вписан в списъка на ЮНЕСКО за нематериалното културно наследство на човечеството.
Кукерската сурвакарска група започва подготовката от месец ноември. В миналото хората от Мещица са изработвали маските и костюмите си от животинска кожа и рога; имало е и период, в който са използвали за костюмите парцали, а за ликовете – пера на птици. В последните години сурвакарите отново започват да използват кожа и рога. В много къщи старите костюми се предават от поколения.
Сурвакарската група има двама болюбашии – единият води звънчарите, другият води „сватбата“. Щом сурвакарите посетили домът на някого, той трябвало да им раздаде дарове в точно определен ред: първо ябълки, след това орехи, а накрая – буркан с мед. Днес хората дават на сурвакарите пари, месо, ракия, сланина, ябълки, орехи, пари. Събраните пари се използват за нуждите на сурвакарската група, но през годините са отделяни средства и за благотворителни цели.
Читалището „П. К. Яворов“ е разкрило кръжок по етнография и фолклор, клуб по приложно изкуство, клуб по интереси – пчеларство, сурвакарска група, детски народен хор „Граовско звънче“, фолклорна шесторка, детска танцова формация „Граовка“ и група за обичаи.
По инициатива на читалището в центъра на селото е поставена къщичка за книги, от която всеки може безплатно да си вземе или да даде книга.
На двайсетина километра от селото е разположен Големобучинският манастир „Възнесение Господне“.

## Редовни събития
- Кукерският фестивал „Сурова“ – започва вечерта на 13 януари.[3]
- Фолклорен конкурс „Дай, бабо, огънче“ – всяка пролет. В този конкурс получават възможност за изява деца от всички фолклорни области на България. Децата, участващи в конкурсната програма, представят песни, танци и обичаи, типични за родния им край.[11][12]

## Галерия
- Кметство Мещица
- Околностите на Мещица